# Балка Солона (притока Щуроваї)
Ба́лка Соло́на (рос. Б. Соленая; балка Соленая) — балка (річка) в Україні у Мар'їнському й Покровському районах Донецької області. Ліва притока річки Щурової (басейн Дніпра).

## Опис
Довжина балки приблизно 14,02 км, найкоротша відстань між витоком і гирлом — 12,76 км, коефіцієнт звивистості річки — 1,10. Формується декількома балками та загатами.

## Розташування
Бере початок у селі Ізмаїлівка. Тече переважно на південний захід через села Новоселидівку, Вознесенку й у селі Сонцівка впадає в річку Щурову, праву притоку Вовчої .

## Цікаві факти
- У XX столітті на балці існували водокачки, існуюча вугільна шахта та багато газових свердловин[4].